# Тарико, Рустам Васильевич
Руста́м Васи́льевич Тари́ко (17 марта 1962 года, Мензелинск, Татарская АССР, СССР) — российский предприниматель. Владелец холдинга «Русский Стандарт» (производитель водки ООО «Русский Стандарт Водка», АО «Банк Русский Стандарт», АО «Русский Стандарт Страхование» и др.).

## Биография
Рустам Тарико родился 17 марта 1962 года в городе Мензелинск Татарской АССР. В 1989 году окончил Московский институт инженеров транспорта (МИИТ).
С 1988 по 1990 год — сотрудник турагентства «Бизнес Тур».
С 1990 по 1992 год — консультант итальянских компаний Ferrero и Martini & Rossi.
В 1992 году основал компанию ROUST Inc., которая торговала спиртными напитками Martini, Smirnoff, Johnnie Walker и другими. Стал президентом 3АО «Руст-Инк». К 1995 выстроил общероссийскую сбытовую сеть. В 1998 году создал компанию «Русский Стандарт».
В начале 1999 года приобрёл «Агроопторгбанк», 22 июля того же года переименованный в ЗАО «Банк Русский Стандарт».
В 2000 году окончил бизнес-школу INSEAD Executive School (Франция).
В декабре 2006 года стал владельцем интернет-доменов Vodka.com и Vodka.ru для международного продвижения водки и бренда «Русский Стандарт». Первый был приобретён у американской компании Nett Corp. (при посредничестве брокера Sedo.com, входящего в немецкую группу United Internet AG) за $3 млн, второй — у Артемия Лебедева за $50 тыс.
В 2011 году закрыл сделку по покупке 70 % винного дома Gancia — производителя итальянского игристого вина и вермута, основанного в 1850 году Карло Ганча, автором первого игристого вина в Италии.
В 2013 году закрыл сделку по покупке корпорации CEDC; «Руст» стал одним из ведущих производителей и дистрибьюторов алкогольных напитков в Центральной и Восточной Европе и одним из значимых производителей водки в мире.
В 2018 году «Руст» был признан крупнейшим производителем водки в России.
В настоящее время Рустам Тарико занимает должность председателя совета директоров ЗАО «Банк Русский Стандарт».

## Семья
Имеет пятерых детей: двух дочерей-близнецов Анну и Еву (род. 18 ноября 2003), сына Рустама (род. 2007 г.); от Юлии Полячихиной сына Лео (род. 2020) и дочь Розу (род. 2021)..
С первой супругой Татьяной Осиповой жил с 2003 года, развод был оформлен в 2009 году. Место жительства детей — Анны и Евы — после развода было определено за Татьяной. Позже бывшая супруга решила отсудить треть доходов Тарико. В результате судебных тяжб место жительство детей было определено за Рустамом Тарико, а Татьяна должна была платить алименты до достижения детьми совершеннолетия.
В 2007 году «Мисс Мордовия — 2004» Алёна Гаврилова родила от Тарико сына Рустама.
Позже Тарико стал встречаться с «Мисс Россия — 2018» Юлией Полячихиной. В этих отношениях в 2020 году родился сын Лео, в 2021 году — дочь Роза.

## Рейтинги
- 2013 год — личное состояние составило $1.75 млрд; согласно рейтингу журнала Forbes миллиардер занял 60-е место в списке 200 богатейших бизнесменов России (по версии журнала Forbes)[19].